# Je sais pas
«Je sais pas» (с фр. — «Я не знаю») — песня, записанная канадской певицей Селин Дион для её франкоязычного альбома D’eux. Песня была отправлена на радиостанции Канады в июле 1995 года, а как полноценный сингл была выпущена 2 октября в франкоязычных странах, а также в некоторых странах Европы.
Авторами песни стали Джей Каплер и Жан-Жак Гольдман, последний выступил и в роли продюсера. Сама певица заявила, что это одна из её самых любимых песен, поскольку напоминает ей о любви к Рене Анжелилю.
Для этой песни были сделаны два музыкальных клипа: версия безмолвная и та, в которой певица исполняет песню; оба из них были сняты Греггом Масуаком в 1995 году. Эти музыкальные клипы можно найти на сборнике клипов On ne change pas (2005). Кадры из безмолвной версии были отредактированы и использованы в клипах на синглы «Next Plane Out» и «Call The Man».
Английская версия песни под названием «I Don’t Know» была включена в альбом Falling into You.
Концертная версия песни была выпущена как сингл с альбома Live à Paris 19 мая 1997 года.

## Чарты

### Еженедельные чарты
| Чарт (1995–96)                               | Пиковая позиция |
| -------------------------------------------- | --------------- |
| Бельгия/Фландрия (Ultratop 50)               | 39              |
| Бельгия/Валлония (Ultratop 50)               | 1               |
| (European Hot 100 Singles)                   | 7               |
| Франция (SNEP)                               | 1               |
| Нидерланды (Dutch Top 40 Tipparade)          | 6               |
| Нидерланды (Single Top 100)                  | 34              |
| Квебек (ADISQ)                               | 1               |
| Чарт (1997)                                  | Пиковая позиция |
| Нидерланды (Single Top 100) · «Live Version» | 78              |

### Годовые чарты
| Чарт (1995)                                | Позиция |
| ------------------------------------------ | ------- |
| Бельгия/Валлония (Ultratop 50)             | 9       |
| Бельгия/Валлония (Ultratop 50 francophone) | 3       |
| (European Hot 100 Singles)                 | 47      |
| Франция (SNEP)                             | 6       |
| Франция (SNEP Airplay)                     | 10      |

### Декадные чарты
| Чарт (1990–99) | Позиция |
| -------------- | ------- |
| Франция (SNEP) | 30      |

### Чарты за всё время
| Чарт           | Позиция |
| -------------- | ------- |
| Франция (SNEP) | 140     |

## Сертификации и продажи
| Регион                                                       | Сертификация | Продажи |
| ------------------------------------------------------------ | ------------ | ------- |
| Бельгия (BEA)                                                | Золотой      | 25 000* |
| Франция (SNEP)                                               | Серебряный   | 506,200 |
| * Данные о продажах приведены только на основе сертификации. |              |         |